# Verginii
Légende :
♦Patricien, ♦Plébéien, ♦Consulaire, ♦Sénatorial, ♦Équestre
Gens et Liste des gentes romaines
Les Verginii sont les patriciens membres de la gens Verginia. La plupart des membres connus vivent aux débuts de la République romaine, entre le VIe et le IVe siècle av. J.-C., et ont pour cognomina Tricostus, Caeliomontanus, Rutilus ou Esquilinus.

## Membres sous la République

### Verginiipatriciens
- Opiter Verginius, (v. -570 - ?);
  - Opiter Verginius Tricostus, (v. -545 - ap. -502), consul en 502 av. J.-C.;
    - Proculus Verginius Tricostus Rutilus, (v. -525 - ap. -486), consul en 486 av. J.-C.;
    - Titus Verginius Tricostus Rutilus, (v. -520 - -463), consul en 479 av. J.-C.;
    - Aulus Verginius Tricostus Rutilus, (v. -515 - ap. -476), consul en 476 av. J.-C.;
    - ? Opiter Verginius Esquilinus, (v. -515 - ap. -478), consul suffect en 478 av. J.-C.
      - Lucius Verginius Tricostus Esquilinus, (v. -480 - ?);
        - Lucius Verginius Tricostus Esquilinus, (v. -445 - ap. -402), tribun consulaire en 402 av. J.-C.
- Aulus Verginius, (v. -565 - ?);
  - Titus Verginius Tricostus Caeliomontanus, (v. -540 - ap. -496), consul en 496 av. J.-C.
    - ? Titus (Verginius Tricostus Caeliomontanus), (v. -515 - ?);
      - Titus Verginius Tricostus Caeliomontanus, (v. -490 - ap. -448), consul en 448 av. J.-C.;

  - Aulus Verginius Tricostus Caeliomontanus, (v. -535 - ap. -494), consul en 494 av. J.-C.
    - Aulus Verginius Tricostus Caeliomontanus, (v. -510 - ap. -469), consul en 469 av. J.-C.
    - Spurius Verginius Tricostus Caeliomontanus, (v. -495 - ap. -456), consul en 456 av. J.-C.
      - Spurius Verginius Tricostus Caeliomontanus, (v. -475 - ap. -454);
- Lucius Verginius Tricostus, (v. -475 - ap. -435), consul en 435 et peut-être en 434 av. J.-C.
- Lucius Verginius Tricostus, (v. -430 - ap. -389), tribun consulaire en 389 av. J.-C.
- Aulus Verginius, (v. -360 - ?);
  - Verginia, (v. -335 - ap. -296), épouse de Lucius Volumnius Flamma Violens[a 1];

### Verginiiplébeiens
- Aulus Verginius, (v. -495 - ap. -461), tribun de la plèbe de 461 à 457[a 2],[1];
- Lucius Verginius, (v. -485 - ap. -449), tribun de la plèbe en 449 av. J.-C.
  - Verginia, (v. -465 - -449);
- Aulus Verginius, (v. -430 - ap. -395), tribun de la plèbe en -395[a 3] et -394[a 4];
- Lucius Verginius, (v. -235 - ap. -205), tribun militaire en -207, durant la seconde guerre punique[a 5];
- Verginius, un orateur proscrit par les triumvirs en -43[a 6];

## Sous l'Empire
- Verginius Flavus, (v. 15 - ap. 50), un rhéteur, l'un des professeurs du poète Perse;[a 7]
- Lucius Verginius Rufus, (14 - 97), consul en 63, 69 (suffect) et 97 ap. J.-C.
- Verginius Romanus, contemporain de Pline le Jeune, auteur de comédies[a 8].
- Marcus Verginius Bassus, centurion de la Legio IIII Scythica[b 1].